# Elektrotechnische Universität Guilin

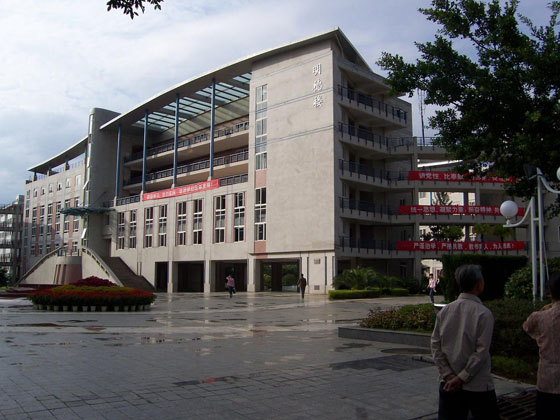
Universitätsgebäude

Die Elektrotechnische Universität Guilin (Kurzzeichen: 桂林电子科技大学;  Pinyin: Guìlín Diànzǐ kējì dàxué; Engl. Guilin University of Electronic Technology, Abkürzung: GUET) ist eine staatliche Hochschule für Elektronik in Guilin, einer Großstadt im chinesischen Autonomen Gebiet Guangxi der Zhuang.

## Campus
Die Einrichtungen der Hochschule sind auf drei Standorten über die Stadt Guilin verteilt:
1. Östlicher Campus
2. Westlicher Campus
3. Yaoshan-Campus

## Geschichte
Die Gründung erfolgte 1960 und hat seitdem neben Elektronik auch andere Schwerpunkte wie Ingenieurwesen, Management, Literatur, Jura und Pädagogik. Sie ist aufgeteilt in zehn Fakultäten und hat etwa 20.000 Vollzeitstudenten.